# 神聖之門
《神聖之門》（又译作），是日本GungHo旗下子公司ACQUIRE所開發且由Gungho發行的智慧型手機遊戲。此遊戲是主打獨特畫面風格，結合故事劇情與遊戲系統，描述改變世界帶有許多秘密的那座「神聖之門」的故事。
2013年9月30日釋出Android版，同年10月10日釋出iOS版。本作僅在日本Google Play推出，其他地區尚無法直接下載遊玩。2015年12月29日下載次數突破為500萬次。
2015年5月31日在GungHo Festival 2015宣布製作電視動畫，並於2016年1月至3月播放。
2017年9月26日推出新篇章《Divine Gate 零》，於2018年12月11日停止營運。

## 遊戲系統
透過綜合兩組以上數值，及加上非戰鬥類技能的額外分數後獲得出來的評級。而平均攻擊是指這個Unit每回合的攻擊力。
戰鬥系統在進入小怪戰鬥時可能會發生"第一次進攻"或"後排進攻"。"第一次進攻"會使敵人攻擊回數加一，"後排進攻"則反之，可以令本來攻擊回數為一的敵人立即攻擊，在沒有SP或其他情況引致HP極低時，可以造成無法避免的死亡。
朋友系統會出現最多共30個「路人（Support）」和「朋友（Friend）」，但因出戰隊伍中其一中個角色必須選擇其他人的隊長。
數據轉移的引繼系統於2013年11月8日實裝，用於將遊戲資料轉移到另一台設備上。
而角色屬性分為「火、水、風、光、闇、無」，當中以水剋火、火剋風、風剋水、光與闇互相剋制。角色種族分為「人類、龍族、神族、魔物、妖精、獸族、機械」。

## 遊戲劇情
那扇門沒人知道它「何時、何地、以何種形式」存在著那扇門，從未有人「看過、接觸過、到達過」。然而當「門」打開時，人類居住的「常界」、妖精居住的「天界」、魔物居住的「魔界」將彼此交融，世界的秩序將會被破壞殆盡。人們僅僅因敬畏而如此稱呼這道門「Divine Gate」。
三個世界的人們所描繪的理想鄉就如同多彩的馬賽克一般錯綜複雜，始終無法統合為一種色彩。三個世界的支配層為打破如此混亂而結成「世界評議會」，將交會的三個世界總稱為「統合世界」，為奪回秩序而四處奔走。而世界逐漸回平穩，而「Divine Gate」則成為誰都不知道其真相的都市傳說。
同時觀察著「統合世界」的兩個上位世界「神界」與「龍界」也在遙遠的彼方守護著他們的未來。一方面有著以世界評議會為名義而集結的少年少女們，他們知悉「Divine Gate」的存在，而人們則稱呼擁有如此能力的人為「適合者」。然而以「Divine Gate」為目標的人迄今沒有一個曾經回來過。
即便如此「適合者」們也紛紛以門為目標。他們懷抱著心靈的傷痛，相信著在那前方有著能達成到達者心願的神聖力量。相信著到達門的人能夠「重置」世界，少年少女們邁出步伐，為了知曉那一切真相。
第一章『黃昏審判』
來自世界評議會的公告：黃昏審判結束的話，統合世界得救了。但是開啟門扉的少年少女，以及背叛世界的道化龍現在仍在逃亡中。一旦發現，格殺勿論。那是新生世界評議會魔界代表所宣讀的信件，聖戰的序章。失去重要部下的龍王後悔地說。和共同戰鬥的湖妖精告別，帶著成為罪人的少女前往龍界。而後當龍界代表從新生世界評議會的會議歸來之時，全新的故事將會開始。
第二章『完全落日／黃金黎明』
魔導書教團教祖想追求「完全世界」的思念。在魔法書教團裡，存在著一位無名的教團團員她的真實身分為真教祖。從教團建立時起便設計好的計畫。每次都會再創造出虛假的教主。推薦函上，被寫上了馬瑟斯這個名字。
第三章『巨大的「希望」＝「絕望」』
保持著平穩的統合世界響起了不協和的聲音。與諸神一同消失的聖神亞瑟。無法接受眼前現實的、失去了名為王的希望的子民們。最後被遺留在那裏的是巨大的絕望。
第四章『聖戰』
過去神與龍曾發生過紛爭。天界與魔界也發生了相似的紛爭。然而一切都隨著神聖之門關上而落幕。而現在神聖之門再度開啟了。
第五章『偽王』
六聖人齊聚一堂討論世界的均衡。人們將眾神居住的地方稱為神界。然而，所謂的神究竟是具備何種意義的存在。歷經數度重演的歷史，當那段歷史開始的時候，就必定會有諸神的存在。那在聖歷這個時代也毫無例外。
第六章 『世界的決定』

第七章『前往門的彼端』

終幕

## 設定用語
地理
常界（又稱人界）
人類所居住的世界。由聖王作為代表，沒有階級社會，西歷時的常界被認為是現在的地球。
龍宮郷「儀来河内」
四面環海的孤島。蒼人突破水之試煉的場所。
地底鄉「Agartha」
銀次突破無之試煉的場所。
理想鄉「亞法隆（Avalon）」
特務機關「圓桌騎士」的據點。
破要塞「災難（Catastrophe）」
複製品的藏匿處，被破壞後的複製品也在這裡修復。
極東國（Japonesia）
在常界極少數不受統合世界管治的自治國。銀次的故鄉。神主狐和花獸的住所。
寶石塔
與天界相繫的橋樑，一共有七座。
魔界
魔物們所居住的世界。以魔（女）王為頂點的階級社會，經由666議會的決定事項來進行統治。
死刑執行員學園
訓練青少年魔物成為死刑執行員的地方，有劍學部和槍學部。以獵殺大量的「罪人」作為升格的試驗，獵殺的範圍包括常界。有禁止殺死罪人以外的人的規定。從四等惡魔(入學)往上昇到三等惡魔(刑者)、二等惡魔(進化刑者)，最高是一等惡魔(妖刀)。
死後鄉「至福樂土（Elysium）」
紫突破闇之試煉的場所。
收穫區「萬聖王國（Hollow'en Land）」
住著萬聖節糖果的工廠，女王是收獲魔。
不夜城「夢魘（Nightmare）」
在魔界的盡頭的小孩的屋。
天界
妖精們所居住的世界。以妖精王為頂點的階級社會，經由精靈議會的決定事項來進行統治。
美宮殿「競技場（Colosseo）」
只有女性才可以參與的美之比試場。
火想鄉「亞凱迪亞（Arcadia）」
赤音突破炎之試煉的場所。
蓬萊鄉「蓬萊」
高聳入天的仙境。翠突破風之試煉的場所。風魔王也住在這裡。
永遠郷「香格里拉（Shangri-la）」
光突破光之試煉的場所。
聖夜街「Christmas」
聖誕老人、伊芙和伊莉莎白的故鄉。亞瑟幼年時成長的地方。
龍界
位於另一個世界，是上位世界。觀察常界、天界、魔界。龍族所住的世界，以龍王為頂點的階級社會。在黃昏的審判後加入了統合世界。
古神殿「丘之舟」
龍王諾亞的所在地，只有微弱的光線可以照入
神界
位於另一個世界，是上位世界。觀察常界、天界、魔界。北歐神和洛基的故鄉。在黃昏的審判後依然是上位世界。
統合世界
由常界、魔界、天界所組成的複合世界。在黃昏的審判後加入龍界。
上位世界
是常界對外來世界的概念。除了最頂層的人類在做關於上位世界的秘密研究外，其他人都是盲目祟拜上位世界。
塔
在黃昏審判後產生的塔。連接了統合世界與上位世界的高塔。神聖之入口(Divine Gate)所在地。
無限驛「高加素（Caucasus）」。
前往「神聖的入口」的通道「無」的力量在此被限制。
夢幻驛
前往「神聖的出口」的通道。但是據洛基所述，神聖的出口是不存在的，只有神聖的入口存在。實際被六主角和天上獸証明兩者都是神聖之門。
蘇生院「Levia」

星屑街「Cosmo Dust」

十五夜街「Luminaria」
星屑街旁的街道，全年都懸掛著人工月亮的街道。
時間之縫隙
觀測者和從者天上獸與調聖者所在的住所，不屬於任何世界。在封印門之君後所有人都被趕出來了。
完全世界
教主克勞莉所追尋的世界。
王都「Tintagel」

物種
混種族
先天同時擁有多個種族遺傳因子的物種。但是沒有外來因素解放隱藏因子的話，只能發揮顯性因子的能力。即使解放隱性因子，外觀也可能完全沒有改變。
次種族
以常界的科技經過無數的試驗後，誕生的多重種族的生命體。目前已知的方法有把另一種族的血輸入人類，失敗品實際都已犧牲。
人類以外的種族也可以成為次種族。一部分有異色瞳的特徵。
人工龍
以人工的方式所產生的龍，產生的方法不明。同樣地經過無數失敗的試驗。以化合龍的研究為基礎而生。
起源
各種屬性最早的起源，也就是精靈王自己本身。死亡時會化為本來的元素。
被編纂的存在（被書寫出來的存在）
由被編纂的理由而生的存在，沒有前世，會以被賦予的命運而行動。
如果反抗命運，會因禁忌而變成不死的存在。可以生育。
物品
裝置
藉由自然界或使用者的屬性之力而驅動的裝置。能不斷累積使用者的資料而變成更合適、更高性能的型態(=進化)。在世界一般流通，普通的商店都有販賣。除了作為武器用途外也有街燈和車輛等。
自立型裝置
使用感情力量發動的裝置，有基本的自我保存意識。
元素之核
第四世代開始搭載，能學習並自行進化。
自律型裝置
擁有自律之心的裝置
要製造一個在社會立足的自律兵器，最終結論是一定要從哪個人身上複製人格放進去。所以自律之心不論如何思考也只會以本能行動。
自律之心
搭載了指定的人的資料包括戰鬥紀錄，可以使自律兵器完整重現該人的戰鬥方式。在自律之心被作為藍本的人擊碎而啟動之前沒有個人意識，只懂得依照命令行動。自律之心啟動之後會對藍本的人產生友好意識。
第零世代
在遙遠的過去，由擁有神之手的造物主所創造的自立裝置。
原型：機神降臨、黃金多拉多：在寶玉塔被發現，經過解析後將其自立進化的技術用於第四世代。
闇番人拉丁納、失工場系列。
第一世代
道化機機器人。
第二世代
十六夜。
第三世代
在無數的實驗下終於成功實用化並量產：由聖曆之天才所製，分別使用六種感情力量。開發時把大量妖精抓來當試驗體。因為黃昏之審判的到來引致六機械產生無差別的排除意識，而且自立進化。
第四世代
武裝機械兵系列。從第四代開始配備了元素之核（Element Core）而可以自立進化。
火波機三角、風波機梯形：之後被風才改造成自律型。
第五世代
以作為兵器而製造的裝置。
機龍系列：解除其限制器會發動爆發模式。另有文明龍所使用的小型改良版。
機娘系列：另一款搭配新的動力源自律之心（Element Heart），受到某些刺激能夠再起動（Reboot）。由原型的設計圖所創造。
第六世代
調停役未命名(機械/獸)、水機兵約頓、陽炎：烈焰、魯魯・拉魯拉勒羅(機械/魔物)、莉莉・拉魯拉勒羅(機械/妖精)。
劍鞘
有著"能讓萬物再生的力量"，具體不明。能讓墮王變回原來的樣貌。目前由闇愛精所有，並交給了魔書教團。
組織
世界評議會
本據地為常界。掌握常界頂尖的科技，協助維持常界的治安。其內部成員有聖曆之天才、特務龍隊<SDF>、最高幹部奧茲、惡戲王洛基、六聖人。黃昏的審判結束後宣佈火、水、風三主角為通緝犯，奧茲除了是通緝犯還格殺勿論。目前銀次因為干擾世界評議會的行動而被安置在會中，實際是被軟禁而且受到監視。
特務機關「圓桌騎士」
本據地為理想鄉「亞法隆」。亞法隆附近的湖住著湖妖精。
為了鑰匙與世界評議會為合作關係。
精靈會議
天界的方針和王的決定時所開的會議。浴室美女和天氣術者等高位妖精能參加，其選出也由議會決定。與神有接觸，沒可能造成天界危害的妖精，也會當作危險份子流放，被稱為「扭曲的和平」。黃昏的審判後由精參謀長掌握實權。
666議會
魔界的方針和王的決定時所開的會議。六色女王和六魔將等高位魔物能參加，其選出也由議會決定。
黃昏的審判後由魔參謀長掌握實權。
魔導書教團
以「完全世界」為目標的怪人組織。全員對教主克勞利絕對服從。
作為教團象徵的「眼睛」中包含著以完全世界為目標的意義。
本部
生態科学支部：進行著製造次種族的研究
超常神通室：超能力者研究中心。
千年書庫
地下祭壇：本館地下的祕密祭壇，只有少數團員才知道。後來被諾亞炸掉了。
地下寶物庫：秘密的寶物庫，「劍鞘」就放在裡面。
事件
神與龍的紛爭
在遙遠的神話時代神與龍的紛爭，因勢均力敵而維持著穩定的平衡。因真教主背叛龍界了而投向神界，紛爭最後以龍界敗北閉幕。
聖戰
在過去天界與魔界的戰爭，龍界和神界也有所介入。
藍色聖誕節
蒼人在殺掉雙親後，身心都獻給惡魔後開始了殺戮。被這事所奪走心的水才也因此加入，最終有666名犧牲者。水拘獸是唯一的目擊者和倖存者。
黃昏的審判

## 登場角色一覽

### 第1章登場人物

#### 六位主角
| 角色      | 屬性 | 種族        | 動畫聲優   | 簡介 |      |
| 主角      | 主角 | 主角        | 主角       | 主角 | 主角 |
| --------- | ---- | ----------- | ---------- | --- | ---- |
| 赤音 （） | 火   | 人類        | 柿原徹也   | 火炎甲士，點起火的適合者少年，使用裝置為甲型「點燃」，是從過世的父親手中繼承的。善於照料他人，討厭遮遮掩掩，對任何事都直言不諱。年幼時父親因故身亡，後來得知自己父親還活著的事實，相信著前往「Divine Gate」就能和父親相遇。生日5月5日。 |      |
| 蒼人 （） | 水   | 人類        | 齊藤壯馬   | 流水刀士，停住水的適合者少年，使用裝置為刀型「海神」，是亞瑟給的。幾乎不顯露表情，時常帶著空虛的眼神眺望天空，經常獨處而與他人保持距離，傳聞過去曾殺害雙親而有「弒親的蒼人」之名。為阻止世界的交集而前往「Divine Gate」。生日7月20日。 在官方發售的設定畫集中揭露本名為「蒼井」(アオイ)，為了代替弟弟承擔弒親之罪而使用弟弟「蒼人」(アオト)的名字 |      |
| 小翠 （） | 風   | 人類        | 伊藤加奈惠 | 疾風棍士，纏繞風的適合者少女，使用裝置為棍型「風神」，是自己買來的。個性明朗快活且純真的心，雖然是開朗活潑的形象，但這份純真會無意識做出傷人的行為。曾為過去和朋友發生的某件事而不斷自責，想知道事情真相而前往「Divine Gate」。生日10月10日。 |      |
| 小光 （） | 光   | 人類 (妖精) | 竹達彩奈   | 閃光劍士，寄宿光的適合者少女，使用裝置為劍型「日光」，是妖精王給的。個性天真爛漫，臉上無時無刻面露笑容。總是能體察眾人的氛圍而表現出開朗的舉措。對於自己身世抱有疑問，想知道自己的雙親是誰為目標而前往「Divine Gate」。生日2月14日。 |      |
| 小紫 （） | 闇   | 人類 (魔物) | 雨宮天     | 常闇鎌士，包覆暗的適合者少女，使用裝置為鐮型「深淵」，是童年時的玩具。喜愛夜晚的文靜類型少女，失去年幼時的記憶。雖然對「Divine Gate」本身沒有興趣，但在殘留的些許記憶中，因為得知被黑暗包覆世界真相的方法而前往「Divine Gate」。生日5月1日。 |      |
| 銀次 （） | 無   | 人類        | 吉野裕行   | 絶無斧士，喜歡無的適合者少年，使用裝置為斧型「夜叉姬」，是在路邊撿來的。沒有想做的事情也沒有任何夢想，對一切都漠不關心，只信任著力量。為尋找對什麼都沒有的自己為目的而前往「Divine Gate」。生日2月29日。 |      |

#### 世界評議會
| 角色                                                                                             | 屬性                 | 種族                 | 動畫聲優             | 簡介 |                      |
| 世界評議會代表和幹部                                                                             | 世界評議會代表和幹部 | 世界評議會代表和幹部 | 世界評議會代表和幹部 | 世界評議會代表和幹部 | 世界評議會代表和幹部 |
| ------------------------------------------------------------------------------------------------ | -------------------- | -------------------- | -------------------- | --- | -------------------- |
| 亞瑟 （）                                                                                        | 光                   | 人類 (妖精)          | 中村悠一             | 聖王，特務機關「圓桌騎士」的首領，本名阿爾特留斯（）。使用銃劍型裝置「王者之劍」。心中對「Divine Gate」懷有某種意圖，在關閉「門」時成功達成「統合世界」。但被洛基變成「墮王」，後捨棄血統成為「聖神」。生日12月24日。 |                      |
| 洛基 （）                                                                                        | 無                   |                      | 遊佐浩二             | 世界評議會成員。神界出身，魔術師。幫助尋找「Divine Gate」的亞瑟，和奧茲合作打開「Divine Gate」。有著不得要領的發言和無法預料的行動模式。                                                                              |                      |
| 奧茲 （）                                                                                        |                      | 龍族                 | 石田彰               | 世界評議會最高幹部。龍界出生，和諾亞是舊友。對亞瑟在策劃的事相當在意而監視著他，和洛基合作打開「Divine Gate」。 |                      |
| 聖王特務機關「圓桌騎士」                                                                         |                      |                      |                      | |                      |
| 蘭斯洛特 （）                                                                                    | 光→水                | 人類                 | 鳥海浩輔             | 聖銃士之一，本名萊爾（）。使用銃輪型裝置「無毀的湖光」，後使用聖劍型裝置「湖中劍」。表面上與亞瑟不合，內心裡有著能夠理解亞瑟的感覺在，但無法表達內心感受的頑固者。                                                    |                      |
| 貝德維爾 （）                                                                                    |                      | 人類                 | 田所梓               | 聖銃士之一，本名蕾歐菈（）。使用銃劍型裝置「貝迪威爾」。為在首領身邊甚至不惜犧性自己，直至生命燃盡。暗戀亞瑟，在他成為墮王之後剪去自己的長髮。                                                                        |                      |
| 歐文 （）                                                                                        |                      | 人類                 | KENN                 | 聖銃士之一，本名羅亞（）。使用銃鐮型裝置「洛蒂涅」，為好友的遺物，親手奪走好友的未來，為贖罪決定與洛蒂涅一起生活下去。                                                                                                |                      |
| 崔斯坦 （）                                                                                      |                      | 人類                 | 笹本菜津枝           | 聖銃士之一，本名米蓮（）。使用銃槍型裝置「伊索德」，戰鬥能力也是機關內數一數二的。擁有卓越的戰術知識和指揮能力。 |                      |
| 布魯諾 （）                                                                                      |                      | 人類                 | 村瀨步               | 聖銃士之一，本名阿斯爾（）。使用銃鎚型裝置「惡言者」。為亡父報仇而自願進入機關的少年，當時穿著過長的夾克宣誓。 |                      |
| 凱 （）                                                                                          |                      | 人類                 | 清都亞理沙           | 聖銃士之一，本名希爾妲（）。使用銃弓型裝置「烏魯那哈」。曾帶著明朗的笑臉辱罵，用尖銳的言語在他人傷口上灑鹽。 |                      |
| 加雷斯 （）                                                                                      |                      | 人類                 | 高岡瓶瓶             | 聖銃士之一，本名布朗（）。使用銃杖型裝置「包曼」。最為年長的老人，貫徹著暗地中支援他們事業的機關。 |                      |
| 拉莫洛克 （）                                                                                    |                      | 人類                 | 一木千洋             | 聖銃士之一，本名歐莉娜（）。使用銃棍型裝置「摩高斯」。比起幼年時更為精通武術，靈活地利用小巧的身體，輕盈地玩弄著對手。                                                                                                |                      |
| 莫德雷德 （）                                                                                    |                      | 人類                 | 末柄里惠             | 聖銃士之一，本名莉歐（）。使用銃劍型裝置「桂妮薇兒」。寡言的她討厭光，擅長暗殺任務。對亞瑟的不信任隱藏於，將惡意引導至光到達不的暗闇之中。                                                                            |                      |
| 珀西瓦里 （）                                                                                    |                      | 人類                 | 白井悠介             | 聖銃士之一，本名朗（）。使用銃劍型裝置「汀德蘭」。他隱身於舞臺之下，潛藏於暗夜之中，過著暗中活動的日子。 |                      |
| 高文 （）                                                                                        |                      | 人類                 | 桑原由氣             | 聖銃士之一，本名菲莉絲（）。使用大型槍斧型裝置「輪轉勝利之劍」，是生日時亞瑟所贈送的。雖年紀輕輕，但已表現出驚人的實力。仰慕如同父親般的亞瑟，非常喜歡他。依偎的兩個人看起來就像真正的親子。                          |                      |
| 帕拉米迪斯 （）                                                                                  |                      | 人類                 | 乃村健次             | 聖銃士之一，本名羅根（）。使用銃砲型裝置「野獸」。當著保鏢的工作，對亞瑟宣誓絕對忠誠。 |                      |
| 六大精靈王                                                                                       |                      |                      |                      | |                      |
| 伊夫利特 （）                                                                                    | 火                   | 妖精                 | 小清水亞美           | 火精王，從天界派來學院的特別顧問，主要負責赤音。古風氣息的女性用嚴格的指導引導赤音等人。 |                      |
| 溫蒂妮 （）                                                                                      | 水                   | 妖精                 | 渕上舞               | 水精王，從天界派來學院的特別顧問，主要負責蒼人。因為溫柔和沉穩的個性對蒼人一直相當掛心。 |                      |
| 希爾芙 （）                                                                                      | 風                   | 妖精                 | 阿澄佳奈             | 風精王，從天界派來學院的特別顧問，主要負責小翠。以開朗的個性指導大家，尾語加上「阿魯」。 |                      |
| 鬼火 （）                                                                                        | 光                   | 妖精                 |                      | 光精王，從天界派來學院的特別顧問，主要負責小光。 |                      |
| 陰影 （）                                                                                        | 闇                   | 妖精                 |                      | 闇精王，從天界派來學院的特別顧問，主要負責小紫。 |                      |
| 零 （）                                                                                          | 無                   | 妖精                 |                      | 無精王，從天界派來學院的特別顧問，主要負責銀次。 |                      |
| 奧茲家族                                                                                         |                      |                      |                      | |                      |
| 桃樂絲 （）                                                                                      |                      | 人類                 | 悠木碧               | 道化嬢，翠過去的好友，墮落到魔界，被奧茲所救。本名惠令奈（）。 |                      |
| 托托 （）                                                                                        |                      |                      |                      | 道化犬。 |                      |
| 卡卡西 （）                                                                                      |                      |                      |                      | 道化魔。 |                      |
| 里昂 （）                                                                                        |                      |                      |                      | 道化獸。 |                      |
| 機器人 （）                                                                                      |                      |                      |                      | 道化機，被遺棄的第一世代自立型裝置，由奧茲給予力量，桃樂斯重新裝飾。 |                      |
| 鮑姆 （）                                                                                        |                      |                      |                      | 道化者，它開辦一家遊樂園。 |                      |
| 聖曆之天才                                                                                       |                      |                      |                      | |                      |
| 巴甫洛夫 （）                                                                                    | 火                   |                      | 志村知幸             | 世界評議會研究機關-聖曆之天才「火才」。赤音的父親。因實驗爆炸失去左手，以義腕型裝置【噴發】代替。開發第五世代自律兵器型裝置【不知火】。                                                                               |                      |
| 薛丁格 （）                                                                                      | 水                   |                      | 高橋廣樹             | 世界評議會研究機關-聖曆之天才「水才」。因覺得言語沒有意義而以義口型裝置【狄拉克】封住嘴巴(動畫版因蒼之聖誕節失去嘴巴，使用合成音說話)。開發第五世代自律兵器型裝置【五月雨】。                                         |                      |
| 拉普拉斯 （）                                                                                    | 風                   |                      |                      | 世界評議會研究機關-聖曆之天才「風才」。因有著過高才能而被認定為危險分子，被天界驅逐並剝奪翅膀，以義翼型裝置【翼】代替。                                                                                               |                      |
| 卡涅阿德斯 （）                                                                                  | 光                   |                      |                      | 世界評議會研究機關-聖曆之天才「光才」。在重複的悲劇面前，選擇隱藏自己的左眼，以義眼型裝置【眼】代替。開發第五世代自律兵器型裝置【雷光】。                                                                             |                      |
| 亨佩爾 （）                                                                                      | 闇                   |                      |                      | 世界評議會研究機關-聖曆之天才「闇才」。對住在浴室的光輝美麗妖精的單戀破滅後，失去了心，以義臟型裝置【心臟】代替。開發第五世代自律兵器型裝置【叢雲】。                                                                 |                      |
| 莫比烏斯 （）                                                                                    | 無                   |                      |                      | 世界評議會研究機關-聖曆之天才「無才」。能聽見未來的聲音，通過預言避免事故和天災。後來以莫比烏斯之名出現於人前時，以義耳型裝置【循環】遮蔽雙耳。開發第五世代自律兵器型裝置【淡雪】和【複製品】（蕾普利卡）。           |                      |
| 第5世代自律兵器型裝置 角色名稱取自於「驅逐艦」依照各主角的資料製造的機娘，使用和主角相同的武裝。 |                      |                      |                      | |                      |
| 不知火：烈焰 （）                                                                                |                      |                      |                      | |                      |
| 五月雨：魂 （）                                                                                  |                      |                      | 東城日沙子           | |                      |
| 舞風：神樂 （）                                                                                  |                      |                      |                      | |                      |
| 雷光：那由他 （）                                                                                |                      |                      |                      | |                      |
| 叢雲：大蛇 （）                                                                                  |                      |                      |                      | |                      |
| 淡雪：雅 （）                                                                                    |                      |                      |                      | |                      |
| 複製品：爆發 （）                                                                                |                      |                      |                      | 第5世代自立兵器型裝置。強度約1000個量產機，在寶石塔與主角群對上，暴走後在樓閣與主角群對上。 |                      |
| 特務龍隊＜ＳＤＦ＞                                                                               |                      |                      |                      | |                      |
| 迪萊 （）                                                                                        |                      |                      |                      | 炎喜竜。 |                      |
| 安古 （）                                                                                        |                      |                      |                      | 水怒竜。 |                      |
| 喬伊 （）                                                                                        |                      |                      |                      | 風楽竜。 |                      |
| 勒芙 （）                                                                                        |                      |                      |                      | 光愛竜。 |                      |
| 薩德 （）                                                                                        |                      |                      |                      | 闇哀竜。 |                      |
| 赫特 （）                                                                                        |                      |                      |                      | 無憎竜。 |                      |

#### 天界和魔界
| 角色            | 屬性       | 種族       | 動畫聲優   | 簡介 |            |
| 天界和魔界      | 天界和魔界 | 天界和魔界 | 天界和魔界 | 天界和魔界 | 天界和魔界 |
| --------------- | ---------- | ---------- | ---------- | --- | ---------- |
| 聖誕老人 （）   |            |            | 櫻井孝宏   | 聖者。和伊莉莎白、亞瑟是幼年時的青梅竹馬。 |            |
| 伊莉莎白 （）   |            |            | 桑原由氣   | 雪之美女，和聖誕老人、亞瑟是青梅竹馬。 |            |
| 泰坦妮亞 （）   |            |            |            | 妖精王。將小光當作女兒一樣疼愛，最後為保護光被奧丁槍刺穿，死前向光告知自己是被編纂的存在。                                                                                   |            |
| 沃普爾吉斯 （） |            |            |            | 魔女王。小紫的童年玩伴，最後為保護被暗北歐襲擊的紫擋下致命一擊而消逝，只剩下披肩殘留存在。                                                                                   |            |
| 法蒂瑪 （）     |            |            |            | 幻奏者。魔女王代理者。法蒂瑪本身的戰力亦不容小覷。擔任魔參謀長協助紫，聚集六色女王與六魔將。                                                                                 |            |
| 拘束獸          |            |            |            | |            |
| 洋紅 （）       |            |            |            | 因為意外的爆炸而偶然被解放的炎拘獸洋紅，凝視著火之機械。他把牽腸掛肚的回憶封閉在心裡，離開了設施。然後，失去了去處的他，追尋那溫柔的足跡，碰上那溫柔炎才的兒子，並說出真相。 |            |
| 琉璃 （）       |            |            | 長繩麻理亞 | 因為是混種族，在兩年前只有人類成為受害者的蒼色聖誕節中逃過一劫，世界評議會以「保護唯一的目擊者」為名拘束了她，在水才放棄了職務後逃跑，尋求水精王幫助時看到蒼人並露出露敵意。 |            |
| 常磐 （）       |            |            |            | 逃獄後請靈乙女幫忙解開拘束衣，為了買魚在定食屋遇到銀次和無機娘。在銀次向他告白時被櫻花神看見了。在銀次當上評議會最高幹部後成為他的秘書。                                     |            |
| 黃金 （）       |            |            |            | 光才的助手，同樣是首創防背刺的角色。 |            |
| 京 （）         |            |            |            | 被幽閉著的是墮落之獸，幻奏者以「將紫帶往不夜城」為條件來換取他的自由，但之後又被要求去天界被黑暗所封閉起的洞窟，隨後遇到闇波獸。                                             |            |
| 鉛 （）         |            |            |            | 在監獄中被反覆進行著活體實驗，被路過的聖者以幫忙為由所救，為了報答聖者的救命之恩，而去找無之美女傳話。                                                                       |            |
| 極東國          |            |            |            | |            |
| 社 （）         |            |            |            | 神主狐。 |            |
| 伏見 （）       |            |            |            | 母狐伏見，社的妻。 |            |
| 稻荷 （）       |            |            |            | 伏見女兒，狐之巫女。 |            |
| 六花獸          |            |            |            | |            |
| 桐 （）         |            |            |            | 炎花獣。原型是花札中的「桐上鳳凰」 |            |
| 藤 （）         |            |            |            | 水花獣。原型是花札中的「藤上鵑」 |            |
| 梅 （）         |            |            |            | 風花獣。原型是花札中的「梅上鶯」 |            |
| 芒 （）         |            |            |            | 光花獣。原型是花札中的「芒上雁」 |            |
| 柳 （）         |            |            |            | 闇花獣。原型是花札中的「柳上燕」 |            |
| 松 （）         |            |            |            | 無花獣。原型是花札中的「松間鶴」 |            |

#### 北歐神
史爾特爾
配音：白井悠介（日本）
炎神。藉由道化魔法師（奧茲）之手，熾焰之龍變化成刀刃的姿態，然後，就像與那刃呼應似地出現的紅光消失之時，手持神刃型裝置「雷瓦汀」的史爾特爾現身了。在重複幾億萬次的破壞與重生的歷史的盡頭，名為聖曆的時代裡，神再次現身了。造訪這個統合世界的，是破壞還是重生呢。
齊格飛
配音：村瀨步（日本）
水神。在高聳入雲的塔的最上層，齊格飛的手中所握著的，是水之刃龍轉變成的神刃型裝置「霍堤」。各自分別降臨於統合世界的六名神靈們。他所前往的是被關閉了的神聖入口。在經由即使捨棄自我也想守護住的弟弟（西魔王）之手而失去了最愛的女性（水精王）的，使水駐留的少年（蒼人）的身上，降下更大的悲劇。
霍德爾
配音：今村彩夏（日本）
風神。變形為其本貌神刃型裝置「米斯特汀」的風之龍所尋求的歸宿*——霍德爾，將那利刃握在手中。一邊慵懶地揉著惺忪睡眼，一邊環視統合世界；為了習慣久違的肉體，少女（翠）獨自一人前往被關閉了的神聖入口。一切是否都是道化魔法師有意為之的呢。
奧丁
配音：桑原由氣（日本）
光神。歸還率100%的神刃型裝置「岡尼爾」被握在奧丁的手中。從高聳入雲的塔上放出的神之光芒，那是不屬於這個世界的某種東西，是的，很適合用來誇示神靈的存在。那樣的她注視著遙遠的遠方，然後投出利刃。她是以什麼為目標所擲出的呢，那是只有她才知道的事了。
霍格尼
配音：田所梓（日本）
闇神。暗之龍變形為刃，然後將所誕生的神刃型裝置「戴恩雷夫」握在手中的霍格尼恣意妄為。「慢著，我的椅子在哪呀。」在高聳入雲的塔的最上層發生的事。「在這座塔裡只有君王有椅子坐啊。」如此岔開話題的面具男子（洛基）的身後，唯一一張椅子上，坐著眼神空洞的墮落之王（墮王亞瑟）。
赫爾薇爾
配音：石上靜香（日本）
無神。常界、天界、魔界，握著指向這三個世界的神刃型裝置「提爾鋒」的赫爾薇爾，並不清楚自己為何會被召喚至此。而且，也不打算去弄清楚。不去尋求意義，只是，從再次揮動刀刃這件事中，找到了意義。那被揮下的刀刃，會將什麼化為虛無呢。

#### 聖劇戲曲
莎士比亞
配音：水瀨祈（日本）
風戱者。能將自己用裝置寫的故事化為真實人物，類似洛基協助者的角色，派遣手下去妨礙主角。寄身於洛基身邊的適格者少女。她以羽毛筆型裝置「海瑟薇」所撰寫出的戲曲，會在「玩偶屋」中化為現實。無比地喜愛甜點跟悲劇。
馬克白
配音：大地葉（日本）
炎戱魔。與前往神聖之出口的翠對上。
奧賽羅
配音：須藤翔（日本）
水戱機。與前往神聖之出口的赤音對上。
哈姆雷特
配音：龜山雄慈（日本）
闇戱精。與前往神聖之出口的蒼人對上。
茱麗葉
光戱竜。在天界與妖精王對談，在天界提醒妖精王要殺掉光，威脅如果不做會親自動手，因不能和羅密歐再會企圖自殺，但是被光才勸止。進化後與羅密歐交換了裝置。
羅密歐
無戱獣。在魔界偵察不夜城女王的登基，之後被槍手包圍，進化後與茱麗葉交換了裝置，注意到自身誕生的理由後企圖服毒自殺，之後想與命運對抗而丟棄了毒藥。

#### 龍王與文明龍
諾亞
古之龍族的王，迦南的奶奶。為了阻止亞瑟接近神聖之門而派遣文明龍襲擊圓桌騎士。為了真教祖的陰謀潛入教團，藉助好友奧茲之力毀掉教團。
亞美利迦納
龍王心腹的一人。
古印度大龍
龍王心腹的一人。
安地斯
龍王心腹的一人。
黃河妮亞
龍王心腹的一人。
古埃及大龍
龍王心腹的一人。
美索不提亞
龍王心腹的一人。

#### 湖妖精
薇薇安
萊爾（蘭斯羅德）的養母，之後將劍送給萊爾。背著光妖精王與天氣術士進行某種計畫，那就是委託死醫者復活墮魔王。擔任精參謀長協助光，發布奪回失蹤的劍鞘的任務。

#### 門番（看守人）
諾亞的一族，帶領主角前往神聖之門。
櫻田
炎番人。
阿爾卡拉
水番人。
霍爾斯滕
風番人。
哈倫
光番人。
拉丁納
闇番人。
羅生
無番人。

#### 征服王
吉爾伽美什
人與神的混種族〈ネクスト〉。被洛基推薦成世界評議會的最高幹部。

#### 時之縫隙
克羅諾斯
『觀測者』。掌管時間的神，住在時間的狹間中。
獅鷲
『天上獸』。身為人形卻擁有著黑色的翅膀，頭上長著獸耳。在左肩上能看見的是「000」三個數字。次種族之原型的三個數字。戴在手上的手套型裝置【悲傷】。

#### 扉之君
扉之君
在高聳入雲的塔的最上層，從突然開啟的門中現身的存在是，扉之君。神聖之入口理應已被聖王亞瑟關上。那裡有一位惡作劇般笑著的洛基。但是，讓這位神明的笑容扭曲的是，犧牲自己，爲了深愛著的家人們而獻出一切、想要與既定的未來抗爭的奧茲。

### 第2章登場人物

#### 永久龍
迦南
是諾亞的孫女。

#### 魔導書教團

##### 教祖
克勞莉
和南魔王是老朋友，休暇時會讀書讀出聲，還會在執事龍陪伴下購物，比教團其他成員早一步前往了完全世界。

##### 四魔王
亞里通
配音：花江夏樹（日本）；克利福德·查賓（美國）
西魔王。蒼人的弟弟。身心都奉獻給惡魔，在神聖之夜手刃家暴哥哥的雙親，哥哥自願替他頂罪。原本的名字是「蒼人」。
派蒙
南魔王。朝笑龍族，給奧茲看道化系列受教團迫害的影像，不久後便被迦南背刺死了。
歐利恩斯
東魔王。偽裝愛好和平的表人格，與風精王、楊貴妃、風才一同長大。粗暴的將被教團囚禁起來的奧茲的家人（疑似皆已死亡）還給獨身闖入教團本部的迦南。被風才阻止了與憤怒的迦南的衝突情況。笑著看準備被北魔王拿機槍掃射的迦南。
阿邁蒙
北魔王。不明白為何教祖不殺迦南而要見她。早已在多銃砲型裝置【狂戰士】中塞滿了彈藥。對水弟帶著女人亂跑顯出不滿與敵意。被教祖給予特別的任務。要迦南以自己的命與道化龍的家人交換。用機槍抵住了永久龍的後背後喊著代表台詞「Let's Happy」開火。

##### 六波羅
三角
炎波機。擁有自律之心的第四世代自律兵器型裝置。
水面
惡魔和神的次種族，水才的舊識，雖然遮住嘴巴但其實話很多。水才的好友。以鼓勵追求初戀名義將水才勸誘至教團，並擔任他的發言人。
梯形
風波機。擁有自律之心的第四世代自律兵器型裝置。
正弦
光波神。惡魔和神的次種族光才的兒時玩伴。被光才勸誘脫離教團。
鋸齒
闇波獸。人類和獸的次種族，以自己的期望接受了次種族的手術，身上帶著闇拘獸的相片，在天界被黑暗包圍的洞窟中遇到墮精王和闇拘獸。
方形
無波獸。因次種族實驗失去了過去的記憶，到破要塞阻止無才修復複製品。

##### 超常神通室
宿命
火通者。
漏盡
水通者。
神足
風通者。
天耳
光通者。
天眼
闇通者。
他心
無通者。

##### 真教祖勢力
馬瑟斯
真教祖。自教團設立已經存在，很少人知道他從哪個時代而來，本身沒有名字。被推舉為克勞莉後的教祖。
伊凡
雷帝竜。從她口中得知「教主不過是個象徵，是極為脆弱的存在喔。是的，王也是，終究是個象徵罷了。」
提爾森
執事竜。似乎就是創造了保護區一眾的人（有待考證），從事帶小孩（教主克勞莉）的工作，喜歡紅茶，所做一切，既是為了教主，也不是為了教主。

##### 新四大魔王
阿撒謝爾
新南魔王。名字典故出自墮天使總督阿撒謝爾。在第七章被馬瑟斯將臉切開直接埋入裝置，變成只依靠被賦予的神格行動的新魔神。最後被派蒙打敗。在終幕時得知被運往神界，雖然尚未醒來，但是脈搏還在繼續跳動。被埋入裝置後的縫線是四人裡最好的
薩麥爾
新東魔王。名字典故出自墮天使薩麥爾（Samael）在第七章被馬瑟斯將臉切開直接埋入裝置，變成只依靠被賦予的神格行動的新魔神。最後被歐利恩斯打敗。在終幕時得知與阿撒謝爾一起運往了神界，醒來後一語不發。但是，那也是小小的希望。被埋入裝置後的縫線是四人裡第三好的
艾京
新西魔王。名字典故出自惡魔艾京(Egyn)在第七章被馬瑟斯將臉切開直接埋入裝置，變成只依靠被賦予的神格行動的新魔神。最後被阿里通打敗，一起沉入大海的阿里通見證了艾京的生命走向了盡頭。在終幕時得知找到了艾京的身體，同時有在龍宮鄉被母親大海的神的保護的報告出現。被埋入裝置後的縫線是四人裡最差的
瑪哈謝爾
新北魔王。名字典故出自墮天使瑪哈謝爾(Mahazael)在第七章被馬瑟斯將臉切開直接埋入裝置，變成只依靠被賦予的神格行動的新魔神。被埋入裝置後的縫線是四人裡第二好的。最後被亞邁蒙打敗。在終幕時得知瑪哈謝爾也接受了神界的幫助，繼續在常界接受治療。

#### 病神
嫉妬愛
嫉妬之病神。
潔癖症
潔癖之病神。
失憶症
喪失之病神。
失眠症
不眠之病神。
抑鬱症
憂鬱之病神。
偏執狂
妄想之病神。

#### 新生世界評議會

##### 最高幹部
銀次
新生世界評議會最高幹部。詳見『銀次』。
吉爾伽美什
征服神。新生世界評議會最高幹部。
貝奧武夫
屠龍者。是世界評議會新任的龍族代表之一。

##### 各界代表
蕾蒂
常界代表。
迪亞布羅
魔界代表。
麥達奈
機械代表。
羅賓
天界代表。
那伽
龍界代表。
天球
神界代表。

##### 編號
壹號
増幅型驅動器『代碼：F』所持。
貳號
増幅型驅動器『代碼：A』所持。
參號
増幅型驅動器『代碼：W』所持。
肆號
増幅型驅動器『代碼：L』所持。
伍號
増幅型驅動器『代碼：D』所持。
陸號
増幅型驅動器『代碼：N』所持。

#### 流水獸
瑪莉娜
受委託成為蒼人的助拳人。

##### 古龍王
諾亞
古龍王。

### 第3章登場人物

##### 魔術師
梅林
魔術師。

#### 雪導犬
鉛
雪導犬。

#### 洛基與其同伴

##### 狂騒獸
玉
狂騒獸。原典故應該是唸る獣，出現在亞瑟王傳說中的架空生物。

#### 神才勢力

##### 神才
馬克士威
神之手的少女，第零世代、失工場、第六世代的創造者，對水機兵下達了聖歴之天才們的殲滅命令

##### 失工場
焦耳
失工場炎熱機。
開爾文
失工場水冷機。
伽
失工場風速機。
勒克斯
失工場光明機。
特斯拉
失工場闇磁機。
分貝
失工場無音機。

##### 水機兵
約頓
水機兵。第六代自立兵器型裝置

##### 第六世代自律兵器型裝置
陽炎
由神才製造，被命令要狙擊赤音。

#### 闇愛精與一度的槍劍

##### 闇愛精
摩根
闇愛精。奧伯龍的女兒，亞瑟同父異母的姐姐，光的親姐姐。

##### 一度的槍劍
莉歐
為圓桌騎士≠莫德雷德

#### 無聖才與偽物的機體

##### 無聖才
莫比烏斯
無聖才。

##### 偽物的機體
複製品：爆發
偽物的機体。

### 第4章登場人物

#### 天界

##### 光妖精王
光
初登場：動畫第12話（ED曲）
光妖精王。黃昏審判結束了，而天界與神靈間的連結也已斷絕。被書寫出來的妖精王消失了，而扭曲的和平之真相也已被揭露。在美宮殿過目著難解的文書的，是繼承了妖精王之王位的光妖精王光。而在她身旁的，是脫離了世界評議會，追求幸福世界的天才（譯註：光才）的身影。新女王如此宣告道：「這次，我一定要帶領大家前往幸福的世界喔。」
詳見光。

##### 墮魔王
弗拉德
元魔界之王。擁有漂亮臉蛋的男子，被死醫者所復活，並非為了魔界才化身為龍而被魔界放逐。
為了和墮精王戰鬥而加入了天界一方，與魔女王不是親子，不過有血緣關係。

##### 精參謀長
薇薇安
精參謀長。
詳見薇薇安。

##### 天氣術士
晴天
炎術師。
雨天
雨術師。
刮風
風術師。
暴曬
眩術師。
多雲
曇術師。
降雪
雪術師。

#### 魔界

##### 闇魔女王
紫
初登場：動畫第12話（ED曲）
闇魔女王。迎來了終結的黃昏審判，重獲安穩的統合世界。然而，那只是短暫的安穩。新即位的魔界女王緊抱著最喜歡的童年玩伴。「妳與我，兩人即是一人。」暗魔女王小紫發出了宣戰布告。為了破壞支持著諸神的扭曲和平而開始的，是魔界與天界間的聖戰。「沒錯，我們開戰吧。」
詳見紫。

##### 墮精王
奧伯龍
黃昏審判後被洛基從牢中放出，幻奏者背後的男人。
為了和墮魔王戰鬥而加入了魔界一方是亞瑟、光、摩根的父親。

##### 魔參謀長
法蒂瑪
魔參謀長。
詳見法蒂瑪。

##### 六色的女王
小紅帽
赤之女王。
愛麗絲
青之女王。
睡美人
綠之女王。
灰姑娘
黃之女王。
輝夜姬
紫之女王。
白雪姬
白之女王。

##### 六魔將
姬鶴
炎之魔將。
村雨
水之魔將。
安綱
風之魔將。
雷切
光之魔將。
村正
闇之魔將。
菜切
無之魔將。

#### 死醫者
亡靈（又譯奈格洛絲）
蘇生院『リヴァイア』の醫者。教團中的醫師，因為研究復活死者而遭到口誅筆伐，然後被驅逐出了教團，以自己作為實驗品成功成為人/神的次種族，現時接受請求復活死者的要求，很可能就是把生物改造成次種族的手術。

### 其他登場人物

#### 六聖人
但丁
配音：白井悠介（日本）
『炎聖人』。初登場：動畫第6話
「這個世界是天國還是地獄呢。」但丁平日里一直思考著。「對於某人來說的地獄，對於另外的某人就是天國；而對於某人來說的天國，對於另外的某人來說則是地獄。」當他得出這個結論時，第三個裝置出現在他的面前。然後他指揮著聚集起來的自立型裝置【三重奏】，踏上了聖人之路。
埃癸斯
配音：笹本菜津枝（日本）
『風聖人』。初登場：動畫第6話
自己究竟是人類呢，還是機械呢。埃癸斯已經無法判斷這一點了。對她而言，所謂種族不過是為了區分第三者所設的記號而已。對她而言真正重要的是，她還能繼續戰鬥，僅此而已。只要能繼續戰鬥的話，就一定能守護住。對她而言，有著讓她不惜做到如此地步，也要守護住的事物存在。
約翰
配音：永塚拓馬（日本）
『水聖人』。初登場：動畫第6話
約翰不停地重複著實驗。「為什麼呢，不管怎麼做，世界似乎都會迎來終結啊」。不斷的重複所引導出的，是一個毫無偏離，完美的答案。「怎麼辦呢，怎麼辦才好呢」。他看上去十分快樂。「如果你不好好工作的話，我可是很困擾的」。「但是我啊，很討厭麻煩事呢」。
紫苑
『暗聖人』。翡翠的妹妹。
「您究竟打算怎麼做呢，哥哥（龍神翡翠）。」紫苑問道。這是發生在長時間進行的龍王族會議之後的事。「贊成票已經超過一半了。但是，您為什麼……」王的座位依然空著。「我說過的吧，我想怎麼做就怎麼做。」「哥哥，您在龍界的和平與友人之間，選擇了友人嗎。」
貞德
『光聖人』。
「我們嘛，就只懂揮動旗子。」所以，她以光聖人貞德自稱。「連旗子也不揮好，是要怎樣啦」然後，在視線前方的最後一位聖人(無聖人)。「你，也不能置之不理吧。」然後，被問的聖人毫無動靜。「真是的，這樣也算是父母嗎」
尼可拉斯
『無聖人』。
「雖然好一陣子沒見了，你長大了啊。」無聖人尼古拉從背後叫住他。「你該更驚訝一點吧。」轉過頭來的那張臉證明了血緣的聯繫。「別事到如今才要擺出父親的樣子啊。」映在青年眼中的是指向自己的槍口。「偶爾也讓我表現得像個父親嘛。所以，我要給你禮物。」

#### 聖曆之畫伯
李奧納多
炎畫家。
馬克
水畫家。探索過去，結果開始描繪「過去的聖戰」。
文森
風畫家。因為憎恨墮精王而描繪沒有他的未來。
克洛德
光畫家。表示無法阻止墮精王和墮魔王的行為。描繪他們行動的舞台。
薩爾瓦多
闇畫家。是闇才的朋友。
巴勃羅
無畫家。被委託阻止墮精王和墮魔王。描繪會製造犧牲者的未來。

#### 神獸者
紅
神獸者炎獸神。
碧
神獸者水獸神。
早苗
神獸者風獸神。
承和
神獸者光獸神。
桔梗
神獸者闇獸神。
錫
神獸者無獸神。

#### 浴室美女
海倫
浴室美女炎之美女。
小野小町
浴室美女水之美女。
楊貴妃
浴室美女風之美女。
嘉芙蓮
浴室美女光之美女。
克麗奧佩特拉
浴室美女暗之美女。
伊莉莎白
浴室美女無之美女。和聖者，亞瑟是青梅竹馬。

#### 流水龍
利維亞
流水龍。古龍眾的一員，稱翡翠為哥哥，企圖「把刀刃化成龍」。

#### 其他
梅塔波
配音：吉田有里（日本）；莫妮卡·里亞爾（美國）
DG的吉祥物。學院所屬適合者育成機關的奇怪生物跟在赤音身邊教導許多事，但經常詭辯而得意洋洋。
系統語音
配音：尤加奈（日本）
是使用驅動器時的系統語音聲音。
少年K
配音：釘宮理惠（日本）；米凱拉克·蘭茨（美國）
動畫原創角色。出現在蒼人身邊的神秘少年，他說了很多擾亂蒼人心扉的話，令蒼人產生了強烈的動搖。後來才得知原來他是神聖之門的鑰匙精靈，負責引導經歷過絕望的的人到達神聖之門。在翠的好友被殺還有赤音的爸爸戰敗死亡之後出現在他們面前。

## 發展

### 製作
由日本行動遊戲界兩大龍頭 Gungho 與 Acquire 所合作推出的新作《Divine Gate》，於日本Google Play上架。上架之後與眾多知名動漫作品展開合作企劃。
本作主打獨特的畫面風格，以及全新的故事劇情與遊戲系統。遊戲吸收兩家公司旗下作品的眾多優點，並融合發展出全新的面貌，例如承繼來自Acquire 作品《Road to Dragons 征龍之路》的龐大劇情特點，每個角色背後都有著濃厚且相互關聯的故事設定，讓遊戲樂趣上除了闖關收集之外，還可以體驗背景故事帶給玩家的劇情帶入感。在關卡推進方面，採用類似RTD的地圖探險模式。戰鬥系統則是參照Gungho作品《Puzzle & Dragons 龍族拼圖》的連擊模式。本作是款融合作品特點而又有創新構想的傑出遊戲。
至於豐富的角色陣容也是這類遊戲的一大賣點，本作剛開始即推出了多達200種以上的角色圖鑑，滿足玩家的收集樂趣，並且繪圖品質的高度要求以及遊戲中刻意使用的漫畫插入風格，讓本作即便為2D的平面型態也完全無可挑剔，也是日系作品的一貫作風，而這樣的設計也間接降低行動裝置的規格需求，讓遊戲的門檻又降低了不少。

### 反響
雖然遊戲未能獲得龍族拼圖般的空前成功，但仍受到忠實玩家追捧。

## 合作活動一覽
合作的對象以青年對象的動漫作品為主。以下的合作對象以第一次合作的時間排列，最早的放在最上。合作角色的進化素材只能在合作關卡取得。合作角色的性能和台詞有時和原本的角色相襯，甚至可以做到原作再現。
- Steins;Gate 命運石之門
- FAIRY TAIL 妖精的尾巴
- 進擊的巨人
- 公主踢騎士Sweets
- 劇場版魔法禁書目錄：恩底彌翁的奇蹟
- APPSTYLE
- PSYCHO-PASS 心靈判官
- 約會大作戰 Date A Live II
- WEGO
- 初音未來
- GungHo線上遊戲娛樂公司
- 劇場版 魔法少女小圓
- 無頭騎士異聞錄 DuRaRaRa!!×2
- IS〈Infinite Stratos〉
- Fate/stay night
- ROAD TO DRAGONS 征龍之路
- NO GAME NO LIFE 遊戲人生
- 魔法科高中的劣等生
- 黑色子彈 BLACK BULLET
- 偽戀：
- 槍彈辯駁系列 1・2 Reload
- 攻殻機動隊 新劇場版
- 噬血狂襲
- 福音戰士
- 好想大聲說出心底的話。
- 鋼之錬金術師 FULLMETAL ALCHEMIST
- 七大罪
- 世界棒球世界棒球12強賽日本武士
- STEINS;GATE 0 命運石之門 0
- 重裝武器
- 斬！赤紅之瞳
- 灼眼的夏娜III Final
- 血界戰線
- 小松君先生
- 伊希歐之夢
- Re：從零開始的異世界生活
- 魔奇少年 與 辛巴達的冒險
- 果然我的青春戀愛喜劇搞錯了。
- Fate/kaleid liner 魔法少女☆伊莉雅
- 午睡公主～不為人知的故事～
- 為美好的世界獻上祝福！
- Village Vanguard
- 請問您今天要來點兔子嗎？
- 在地下城尋求邂逅是否搞錯了什麼外傳 劍姬神聖譚

## 電視動畫
於2016年1月8日播放。2015年12月26日電視動畫第1話先行上映。《神聖之門 Divine Gate》看似複雜，但動畫版已經適度簡化。
以世界觀來說，三個交匯的世界，與登場人物的訊息量來說，內容已經過多，無法放入12話中，所以對於人物的描繪有不少的刪減，只有一開始的三屬性主角有著較多的戲份。將故事焦點放在蒼人身上，再逐漸導引出蒼人周圍的角色。從第一集開始，就先讓大量角色登場。蒼人做為故事主軸，與赤音和翠碰面後，開始穿插介紹赤音和翠的個性和成長背景，並導引世界評議會的系統和相關人物。

### 製作人員
- 原作：神聖之門「Divine Gate」（GungHo Online Entertainment）
- 監督：阿部記之
- 劇本統籌：高橋奈津子
- 人物設定：夘野一郎、Cindy H.Yamauchi
- 機械、道具設計：森木靖泰
- 製作設計：草森秀一
- 畫面設計：田中比呂人
- 美術監督：篠崎亨
- 色彩設計：八木橋真紀子
- CG監督：武田秀明
- 攝影監督：和田直己
- 編集：植松淳一
- 音響監督：森田洋介
- 音樂：尾澤拓實
- 音樂製作：Marvelous
- 音樂監製：飯干紗妃
- 執行製作：森下一喜、中山晴喜、本間道幸、間宮登良松
- 監製：藤村秀一、波光正俊、小浜匠、萩原良輔、小田元浩
- 動畫監製：松井將司、川端信也
- 動畫製作：Studio Pierrot
- 製作：神聖之門「Divine Gate」世界評議會

### 主題曲
片頭曲
作詞、作曲：wowaka／編曲、主唱：HITORIE
片尾曲「CONTRAST」
作詞：智／作曲：Tohya／編曲、主唱：vistlip

### 各話列表
| 話數   | 日文標題 | 中文標題           | 香港標題           | 劇本                  | 分鏡     | 演出              | 作畫監督                                                                   | 總作畫監督                |
| ------ | -------- | ------------------ | ------------------ | --------------------- | -------- | ----------------- | -------------------------------------------------------------------------- | ------------------------- |
| 第1話  |          | 下不停的雨         | 雨不停下           | 高橋奈津子            | 阿部記之 | 阿部記之          | 鈴木陽子                                                                   | 夘野一郎                  |
| 第2話  |          | 燒不盡的火         | 不滅的火焰         | 高橋奈津子            | 田頭忍   | 安藤貴史          | 小倉典子 蒼依雙葉、北村友幸 松下純子、服部憲知                             | 夘野一郎 Cindy H.Yamauchi |
| 第3話  |          | 風的去向           | 風的去向           | 高木聖子              | 高岡淳一 | 又野俊道          | 小山知洋                                                                   | 松崎正、夘野一郎          |
| 第4話  |          | 藍色的記憶         | 藍色記憶           | 渡邊大輔              | 城所聖明 | 城所聖明          | 高柳久美子、遠藤裕一 夘野一郎、高木潤 岸義之                               | 高木潤、夘野一郎          |
| 第5話  |          | 忤逆之民           | 不馴之民           | 鴻野貴光              | 遠藤正明 | 井之川慎太郎      | 小倉典子、朱原戴納 竹田欣弘、櫻井拓郎                                      | Cindy H.Yamauchi          |
| 第6話  |          | 比自己更重要的東西 | 比自己還重要的事物 | 高橋奈津子            | 古川順康 | 古川順康          | 鈴木陽子                                                                   | 松崎正、夘野一郎          |
| 第7話  |          | 起始之地           | 萌芽之地           | 大久保昌弘 高橋奈津子 | 川崎博嗣 | 熊谷雅晃          | 小森篤、富田美文 夘野一郎、高木潤 Cindy H.Yamauchi 松崎正、岸義之 遠藤裕一 | 高木潤、夘野一郎          |
| 第8話  |          | 兩條路             | 兩條道路           | 渡邊大輔              | 小寺勝之 | 村田光            | 服部憲知、志賀道憲 津熊健德、重松晉一 佐佐木一浩、松下純子 木下裕孝        | Cindy H.Yamauchi 夘野一郎 |
| 第9話  |          | 聖劇的戲曲         | 聖劇的戲劇         | 高木聖子              | 高岡淳一 | 又野俊道          | 小山知洋、楢澤雄二                                                         | 松崎正、高木潤 小森篤     |
| 第10話 |          | 門的鑰匙           | 門的鑰匙           | 渡邊大輔              | 遠藤正明 | 安藤貴史          | 鈴木陽子、土屋浩章 遠藤裕一、岸義之                                        | Cindy H.Yamauchi 夘野一郎 |
| 第11話 |          | 你的名字是…        | 你的名字是…        | 高橋奈津子            | 宮崎渚   | 井之川慎太郎      | 櫻井拓郎、服部憲知 塚本步、小森篤 松崎正、高木潤                           | 松崎正、高木潤 小森篤     |
| 第12話 |          | 前往門的那一頭     | 向門那邊去         | 高橋奈津子            | 阿部記之 | 松本正幸 藤井康晶 | 夘野一郎 Cindy H.Yamauchi 鈴木陽子、窪詔之 岸義之、遠藤裕一 小森篤         | 夘野一郎 Cindy H.Yamauchi |

### 播放電視台
日本深夜動畫：下文記載的日本国内播放時間使用日本標準時間（UTC+9）表示。因為部分時間标识會採用30小时制，因此請留意这类超过24:00的时间，其實際播放時間為翌日清晨。
| 播放地區       | 播放電視台   | 播放日期              | 播放時間（UTC+9）         | 所屬聯播網 | 備註       |
| -------------- | ------------ | --------------------- | ------------------------- | ---------- | ---------- |
| 東京都         | TOKYO MX     | 2016年1月8日－3月25日 | 星期五 22時30分－23時00分 | 獨立局     |            |
| 京都府         | KBS京都      | 2016年1月8日－3月25日 | 星期五 24時00分－24時30分 | 獨立局     |            |
| 兵庫縣         | SUN電視台    | 2016年1月8日－3月25日 | 星期五 24時00分－24時30分 | 獨立局     |            |
| 福岡縣         | TVQ九州放送  | 2016年1月8日－3月25日 | 星期五 25時58分－26時28分 | 東京電視網 |            |
| 岡山縣、香川縣 | 瀨戶內電視台 | 2016年1月8日－3月25日 | 星期五 26時44分－27時14分 | 東京電視網 |            |
| 愛知縣         | 愛知電視台   | 2016年1月8日－3月25日 | 星期五 27時05分－27時35分 | 東京電視網 |            |
| 日本全國       | BS11         | 2016年1月8日－3月25日 | 星期五 27時30分－28時00分 | 衛星電視   | ANIME+節目 |
| 日本全國       | NICONICO直播 | 2016年1月9日－3月26日 | 星期六 23時30分－24時00分 | 網絡電視   |            |
| 日本全國       | AT-X         | 2016年1月9日－3月26日 | 星期六 24時00分－24時30分 | 衛星電視   | 有重播     |

### BD與DVD
| 卷 | 發售日        | 收錄話          | 規格號碼   | 規格號碼   | 封面人物     |
| 卷 | 發售日        | 收錄話          | BD         | DVD        | 封面人物     |
| -- | ------------- | --------------- | ---------- | ---------- | ------------ |
| 1  | 2016年4月13日 | 第1話 - 第2話   | BSZS-10011 | DSZS-10011 | 赤音、亞瑟   |
| 2  | 2016年5月11日 | 第3話 - 第4話   | BSZS-10012 | DSZS-10012 | 蒼人、亞里通 |
| 3  | 2016年6月8日  | 第5話 - 第6話   | BSZS-10013 | DSZS-10013 | 小翠、桃樂絲 |
| 4  | 2016年7月13日 | 第7話 - 第8話   | BSZS-10014 | DSZS-10014 | 小光、小紫   |
| 5  | 2016年8月3日  | 第9話 - 第10話  | BSZS-10015 | DSZS-10015 | 洛基、奧茲   |
| 6  | 2016年9月14日 | 第11話 - 第12話 | BSZS-10016 | DSZS-10016 | 六位主角     |

### 廣播電台
《廣播・神聖之門》（ラジオ・ディバインゲート），於2015年12月24日音泉發布。。主持人為柿原徹也（赤音）、齊藤壯馬（蒼人）、中村悠一（亞瑟）。來賓有第4回：伊藤加奈惠（翠）第5回：村瀨步（布魯諾）、第7回：KENN（歐文）、第8回：白井悠介（珀西瓦里）。

## 出版書籍
畫集·世界觀解說本（画集・世界観紹介本）
Divine Gate OFFICIAL ART WORKS 2015年12月17日發售，KADOKAWA/enterbrain刊，ISBN 4047330833／ISBN 978-4047330832
慶祝二週年的活動。封面站在一起背對背的光闇主角小光與小紫，象徵昔日一同合作的好友共分東西，將於第三部的聖戰中對立。不同於常保笑容的小光和小紫的憂鬱神色更增添幾分哀愁的美感，將在聖戰中敵對的昔日同伴，心中是否又想著一樣的事情呢。

## 外部連結
- 『Divine Gate』官方網站 （页面存档备份，存于）（日語）
- 『Divine Gate』官方運營網站 （页面存档备份，存于）（日語）
- Mr.☆Divine＠ DG 遊戲官方的X（前Twitter）（日語）
- 『Divine Gate』電視動畫 官方網站 （页面存档备份，存于）（日語）
- 『Divine Gate』電視動畫 官方網站的X（前Twitter）（日語）